# Kultúraszemélyiség
Már a középkorban készültek ún. antropomorfikus (embert ábrázoló) térképek, amelyek az egyes nemzeteket emberként, esetenként vélt hasonlóság alapján állatként ábrázolták. Ezek a térképek tartalmazták a népekről alkotott korabeli sztereotípiákat és az adott országokról kialakult véleményeket. Hazánkat gyakran ábrázolták vitéz katonaként, nagyhatalmak között őrlődő emberként és földművesként.   
A 18. századi Stájerországban keletkezett Vörkeltafel (mely képek kocsmák falán voltak kifüggesztve) a magyarokat hűtlennek, kegyetlennek, vérszomjasnak, lázadónak, hitszegőnek, lenézőnek és farkashoz hasonlítónak írja le.  
A szakirodalom mind a kultúra, mind a személyiség témakörét illetően bőséges forrással rendelkezik. A kultúra és a személyiség egyaránt hatással van az emberek magatartására, ugyanakkor a két fogalom kapcsolata összetett és még nem teljesen feltárt. Bruner (1974) ezt a kutatási területet még „csodás kudarcnak” értékelte. Azóta a kultúra és a személyiség kapcsolatának vizsgálatait jóval pozitívabban értékelik és hasznosságát megkérdőjelezhetetlennek tartják (pl. Lee et al. 1999a, 1999b), és a kutatások azóta már alátámasztották, hogy egy ország kultúrája és a benne élő emberek személyisége összefügg, de az interakció természete még nem ismert teljes egészében.
A kutatási kérdés nem új, hiszen már Szókratész is feltételezésekkel élt az egyes vidéken található környezet és az emberek testnedve közötti összefüggésről (Mirnics 2006).
A kultúra és a személyiség kapcsolatának eredete a nemzeti karakter fogalmához köthető, amellyel a történelem során sokan foglalkoztak. Inkeles és Levinson (1969, 435. o) meghatározása szerint a nemzeti karakter „azon relatív tartós személyiségi jellemzők és minták összessége, amelyek leginkább előfordulnak az adott társadalom tagjai között”.  
A személyiség univerzális és kultúra-specifikus aspektusok variánsaiból áll össze. Néhány kultúra-specifikus aspektus megfeleltethető ún. kulturális szindrómáknak. Négy ilyen alapvető kulturális szindróma az individualizmus, a kollektivizmus, a komplexitás (pl. GNP, urbanizáció, városméret, egy főre jutó számítógépek száma),  és a feszültség-lazaság (pl. tolerancia, normakövetés) (Triandis, Suh 2002). 
A kultúra és a személyiség nem egyértelmű kapcsolata miatt Hofstede és McCrae (2004) empirikusan is vizsgálták annak természetét, és kutatásukban összefüggést mutattak ki az egyes kultúra- és a személyiségdimenziók között. Hofstede és McCrae 33 ország átlagos személyiség- és kultúraértékei között  vizsgálva az összefüggéseket azt találták, hogy számos kultúradimenzió korrelál az adott országban mért személyiségfaktorokkal. Az individualizmus, mint kultúraérték az extraverzióval ingadozik együtt a legszorosabban, tehát, ahol az individualizmus jellemzőbb, ott több extrovertált személyiség is található. A hatalmi távolság az extroverzióval és a nyitottság/szellemi igényességgel negatívan, a lelkiismeretességgel pozitívan korrelál. A bizonytalanságkerülés az érzelmi instabilitással pozitív irányú, a barátságossággal/társas alkalmazkodással negatív irányú összefüggést mutat. Az összefüggések közül talán némi magyarázatra szorul a férfiasság és az érzelmi instabilitás pozitív korrelációja. A kultúra férfiassága azt jelenti, hogy egy kultúrában határozottan elválnak egymástól a férfi és a női szerepek, a sikeresség mutatója a hatalom és a vagyon, szemben a nőies társadalmakkal, ahol az emberi kapcsolatok száma és minősége. Ilyen értelemben érhető, hogy a férfias társadalomban több a frusztráció és az érzelmi instabilitás. A férfiasság dimenzió emellett a nyitottsággal/szellemi igényességgel pozitívan, a barátságosság/társas alkalmazkodás faktorral negatívan korrelál (Hofstede, McCrae 2004).
A kultúra és személyiség vizsgálatok mellett az országimázs kutatásokban is fellelhetjük a téma bizonyos aspektusait, pl. Heslop et al. (1993) országimázs-modelljében az amúgy erősen korreláló két fogalmat, az emberek és az ország imázsát szintén külön fogalmakként kezeli, tehát az emberekről alkotott képet nem az országimázs részeként értelmezi, és külön skálával méri. D’Astous és Boujbel (2007) szintén olyan ország-személyiség skála kifejlesztésére törekedett, amely a vizsgált terület esetében relevánsabb, mint a szakirodalomban elérhető általános személyiségskálák, így szorosabban összefüggnek az országok megítélésével. Az általuk kifejlesztett skála hat dimenziót tartalmaz, és a fogalmi érvényességét a kongruencia-elmélet alapján ellenőrizték, azaz, megvizsgálták, hogy valóban előrejelzi-e az országok közti preferenciát, ahogy azt a korábbi modellek kimutatták. 
Az országok és egy kultúra személyisége természetesen nagymértékben átfednek, ugyanakkor vannak különbségek is. A legfontosabb ezek közül az ország természeti adottságainak megítélése a személyiségvonások mentén. A magyar nyelv által is használt „anyatermészetet” jól példázza, hogy az országimázsnak ez a része is felruházható emberi vonásokkal. Ugyanakkor a kultúrában kevésbé jelennek meg a természeti dimenziók, így az országszemélyiség és a kultúraszemélyiség két különálló, de összefüggő fogalom.
A kultúraszemélyiség vizsgálatok Magyarországon még gyerekcipőben járnak. A kultúraszemélyiség skálát Gyulavári Tamás és Malota Erzsébet  fejlesztették ki, a magyar kultúra személyiségéről is készültek empirikus vizsgálataik.